# Обітниця любові (фільм)
Обітниця любові (англ. Love's Enduring Promise) — телевізійна романтична драма, заснована на серії книг Джанет Оак. Це другий фільм з серії телевізійних фільмів «Любов приходить тихо» на каналі Hallmark, до якої входять: фільми — «Любов приходить тихо» (2003), «Обітниця любові» (2004), «Довгий шлях любові» (2005), «Радість законослухня́ної любові» (2006), «Спадщина нескінченної любові» (2007), «Мрія розгорнутої любові» (2007), «Любов здіймається на крило» та «Любов знаходить дім» (2009), і сиквели «Вічна мужність любові», «Любов починається» та «Різдвяна подорож любові» (2011).

## Короткий зміст
Молода жінка Міссі Дейвіс (Дженьюарі Джонс), яка, хоч і працює в школі вчителькою, проводить багато часу за читанням. Її батька врятував майже від смерті таємничий незнайомець з важким минулим — Нейт (Логан Бартолом'ю). Коли вона зустрічає багатого юнака Гранта Томаса (Астін Макензі), який подібний до героїв у романах, що вона читає, вона розривається між ними і повинна вирішити, хто для неї є дійсно важливим.

## Ролі виконували
- Дженьюарі Джонс — Міссі Дейвіс
- Маккензі Астін[en] — Грант Томас
- Кліф Де Янг — Зік Лагей
- Логан Бартолом'ю — Віллі Натан («Нейт») Лагей
- Кей'Зен Рей — Арон Дейвіс
- Кара Деліція — Енні Вокер
- Домінік Скот Кей — Метті Лагей
- Логан Аренс — Арні Дейвіс
- Дейл Мидкіф — Кларк Дейвіс
- Кетрін Гейгл — Марті Дейвіс

## Нагороди
- 2005 Премія «Camie Award»:
  - виконавчі продюсери: Роберт Галмі молодший, Ларрі Левінсон, Лінкольн Лагесон, Вільям Спенсер Рейлі
  - директор / сценарист: Майкл Лендон-молодший
  - сценарист: Сінді Келлі
  - автор оригінальної книги: Джанет Ок
  - акторки: Дженьюарі Джонс, Кетрін Гейгл
  - актори: Логан Бартолом'ю, Маккензі Астін, Дейл Мидкіф